# Хайме Лусінхі
Хайме Рамон Лусінхі (27 травня 1924 - 21 травня 2014) — венесуельський політик, президент країни з 1984 до 1989 року. Його врядування характеризувалось економічною кризою, зростанням зовнішнього боргу, популізмом, знеціненням валюти, інфляцією та корупцією, які поглибили кризу політичної системи.
Після виходу у відставку був звинувачений у корупції.